# World Champions v. Asian Stars Challenge 2004
Die World Champions v. Asia(n) Stars Challenge 2004, unter Bezug auf die Vorgängerturniere selten auch Euro-Asia Masters Challenge 2004, war ein professionelles Snooker-Einladungsturnier, das vom 4. bis zum 8. August 2004 im Rahmen der Saison 2004/05 in der BEC-Tero Hall im thailändischen Bangkok ausgetragen wurde. Sieger wurde der Hongkonger Marco Fu, der im Finale den Schotten John Higgins besiegen konnte. Higgins spielte mit einem 103er-Break das höchste Break des Turnieres.

## Modus und Turnierverlauf
Wie schon bei den beiden Events der Euro-Asia Masters Challenge 2003 wurden acht Spieler eingeladen, vier aus Europa und vier aus Asien. Diesmal grenzte man das Teilnehmerfeld auf World Champions (= europäische Spieler) und Asian Stars ein. Als „Weltmeister“ traten Stephen Hendry, John Higgins, Ken Doherty und Mark Williams an, als „Asian Stars“ James Wattana, Ding Junhui, Marco Fu und Atthasit Mahitthi. Der Versuch, Publikumsliebling und Weltmeister Ronnie O’Sullivan zu einer Teilnahme zu bewegen, war gescheitert. Die acht Spieler wurden zunächst in zwei Vierer-Gruppen aufgeteilt, in denen jeder Spieler einmal gegen jeden seiner Konkurrenten spielte. Je Gruppe qualifizierten sich die beiden besten Spieler für die Finalrunde, die im K.-o.-System ausgetragen wurde.
Die meisten Spielergebnisse des Turnieres sind unbekannt. Mit Stephen Hendry, Mark Williams und Titelverteidiger Ken Doherty schieden bereits drei „Weltmeister“ in der Gruppenphase aus. Überraschend konnte der thailändische Amateur Atthasit Mahitthi alle drei Gruppenspiele gewinnen und sich für die Finalrunde qualifizieren. Im Endspiel standen sich schlussendlich Marco Fu und John Higgins gegenüber, wobei Fu mit 5:1 gewinnen konnte. Als Sieger erhielt er ein Preisgeld von 30.000 £. Higgins spielte dagegen ein 103er-Break, das höchste bekannte Break des Turnieres.